# Escales de la Baixada del Toro
Les Escales de la Baixada del Toro és una obra de Tarragona protegida com a Bé Cultural d'Interès Local.

## Descripció
Escales situades al final de la Baixada del Toro i que salven el desnivell fins a la via de William J. Bryant. Serveixen d'unió entre l'àrea del balcó del Mediterrani i la platja del Miracle i l'estació de RENFE amb un interès des del punt de vista urbanístic.